# Lemieszów (Ukraina)
Lemieszów (ukr. Лемешів) – wieś na Ukrainie, w obwodzie wołyńskim, w rejonie łuckim. W 2001 liczyła 513 mieszkańców, spośród których 511 wskazało jako ojczysty język ukraiński, 1 rosyjski, a 1 białoruski.
W okresie międzywojennym wieś znajdowała się w granicach II RP, wchodząc w skład gminy Podberezie w powiecie horochowskim, w województwie wołyńskim.